# 1944 dans les Pyrénées-Orientales
Chronologie des Pyrénées-Orientales
- 1940
- 1941
- 1942
- 1943
- 1944
- 1945
- 1946
- 1947
- 1948

Cette page recense des événements qui se sont produits durant l'année 1944 dans les Pyrénées-Orientales.

## Contexte et situation
1944 est l'année de la fin de la Deuxième guerre mondiale dans le département. Auparavant, les violences entre occupants et résistants voient une forte recrudescence.

## Chronologie

### Janvier
- 9 : Léon Buffet, chef de la section de Perpignan de la Légion française des combattants, retire sa démission qu'il avait posée en septembre 1943.
- 17 : sabotage de la voie ferrée entre Perpignan et Rivesaltes par la Résistance[1].
- 24 : les principaux responsables départementaux du Front national rencontrent Camille Fourquet, chef des Mouvements unis de la Résistance au sujet de la création du Comité départemental de libération. Fourquet refuse les propositions du Front national.
- (?) fin du mois : les responsables de l'Armée secrète, du Front national et du Parti communiste français du secteur de Céret se rassemblent pour créer le « Comité d'entente de la résistance cérétane ».

### Février
- 2 : à Perpignan, assassinat d'Henri Treyeran, chef-adjoint de la Milice au niveau départemental, par la Résistance.
- 2 : sabotage de la voie ferrée entre Perpignan et Rivesaltes par la Résistance.
- nuit du 4 au 5, à Nyer : sabotage du câble aérien permettant de transporter le minerai de la mine des Coumes à la gare par des résistants FTP[2].
- 25 : à Perpignan, arrestation de Charles Blanc, résistant et passeur, et de sa femme Laurence, alors qu'il s'apprêtait à guider 15 soldats américains vers l'Espagne. Il est jugé et fusillé le 7 avril suivant à Lyon. Laurence Blanc est déportée dans différents camps et libérée le 21 avril 1945.
- 29 : les Allemands tentent d'arrêter Camille Fourquet, chef départemental des Mouvements unis de la Résistance. Ils échouent : il s'était enfui dans l'Aveyron auparavant. Ils arrêtent son fils à la place.

### Mars
Le résistant Georges Delcamp, responsable départemental des Francs-tireurs et partisans, quitte le département pour de plus hautes fonctions régionales à Toulouse.
- 1er : arrestation par les forces d'occupation du résistant Gilbert Brutus, également grande figure du rugby perpignanais. Il meurt le 7 en détention[3].
- 2 : arrestation de Michel Carola, militant et résistant. Il mourra à Buchenwald le 20 avril 1945, assassiné par les SS.
- 4 : arrestation à Perpignan de Georges Brousse, directeur de l'Indépendant. Il sera déporté à Auschwitz-Birkenau puis dans d'autres camps et exécuté par les nazis, avec 55 autres prisonniers, le 15 avril 1945.
- 5 : à Toulouse, l'USAP remporte la demi-finale du championnat de France de rugby à XV contre Montferrand (9-4) et se qualifie pour la finale.
- 8 : le résistant Jean Payri, médecin-chef de l'hôpital de Perpignan, est arrêté, puis déporté à Auschwitz.
- 11 : à Cassagnes, le maquis est attaqué par une centaine de soldats allemands mais parvient à s'enfuir[1].
- 26 : à Paris, l'USAP remporte la finale du championnat de France de rugby à XV contre l'Aviron bayonnais (20 à 5)[4].

### Avril
- 12 : 
  - Camille Fourquet, responsable départemental des Mouvements unis de la Résistance, qui craint pour sa sécurité, quitte le département. Il désigne Pierre Gineste comme adjoint et le charge de l'intérim jusqu'à son retour.
  - le dirigeant et résistant communiste André Lacoste, pour les mêmes raisons, fait de même et rejoint l'Ariège.
- 13 : 
  - arrestation par les nazis de Brice Bonnery, résistant, ancien conseiller général SFIO. Il meurt le 19 mai suivant à Buchenwald, probablement étouffé dans le wagon qui le transportait vers ce camp.
  - arrestation du résistant Pierre Gipulo (ancien maire de Vinça destitué par Vichy) par la police allemande, à son domicile. Il est incarcéré à la citadelle de Perpignan, torturé, déporté à Buchenwald puis Bergen-Belsen et meurt peu après la libération du camp, le 11 mai 1945.
- (?) fin du mois : la maternité suisse d'Elne est réquisitionnée par les Allemands et fermée. Élisabeth Eidenbenz et tous les occupants de la maternité doivent se rendre à pied dans une autre maternité située dans l'Aveyron.

### Mai
- 25 : arrestation par les Allemands des résistants Francs-tireurs et partisans Henri Durrieu de Madron et Armand Estève.  Durrieu de Madron sera libéré par la résistance le 16 août dans l'Hérault lors d'un transfert visant à le mener sur le lieu de son exécution.

### Juin
- 1er, à Mosset : le militant antinazi allemand Pitt Krüger, installé à Mosset depuis 1933 où il avait fondé un centre éducatif, est arrêté par la Milice. Déporté en Allemagne, il est engagé de force dans la Wehrmacht. Il se constitue prisonnier à l'Armée rouge, il est incarcéré en Pologne, puis en URSS. Il ne rentrera dans le département qu'en août 1948.

### Juillet
- 3 : à Fuilla, l'aviateur et résistant Maurice Bellonte est arrêté, chez lui.
- 8 : le résistant indépendant René Horte guide les membres du maquis « Henri Barbusse » de Julien Panchot aux anciennes mines de fer de La Pinosa. C'est à cet endroit que ces derniers seront débusqués par les Allemands le mois suivant.
- 14, à Rodès : René Horte et ses hommes tuent trois officiers allemands.
- 29 : Attaque du siège de la Gestapo de Prades par la Résistance.
- 31 : Dominique Cayrol devient chef d'état-major départemental des Forces françaises de l'intérieur.

### Août
- 2 et 3, à Valmanya : les Allemands attaquent le maquis « Henri Barbusse », torturent et tuent Julien Panchot, détruisent le village.
- 9 : Camille Fourquet est de retour à Perpignan.
- 10 :
  - un groupe de 16 jeunes résistants de Tautavel, formés par Pierre Delpont, sont arrêtés par la milice. Le curé Tautavel sera condamné à mort et exécuté, en septembre, pour les avoir dénoncé[5].
  - à Perpignan, les principaux dirigeants de la Résistance se réunissent pour créer le Comité départemental de Libération (CDL). De nombreuses divergences apparaissent.
- 12 : 
  - sortie du dernier numéro du journal d'extrême droite Le Roussillon (qui sera interdit le 19 août pour collaboration).
  - à Bouleternère, René Horte et ses hommes attaquent des camions allemands. Ils tuent un homme et font un blessé.
- 14 : nouvelle réunion du CDL.
- 18 : 
  - les soldats allemands reçoivent l'ordre de quitter le département. Walter Denys, commandant du port de Port-Vendres, fait détruire toutes les infrastructures militaires et portuaires.
  - Pierre Gineste envoie des émissaires à Céret et Prades pour lever une insurrection et faciliter la Libération.
- 19 : 
  - libération de Perpignan, de Céret.
  - Edmond Barde prend la place de sous-préfet de Céret, son prédécesseur étant en fuite.
  - évacuation de Port-Vendres par les soldats qui y stationnaient.
  - les journaux L'Indépendant et Le Roussillon sont interdits pour avoir collaboré.
  - le maquisard indépendant René Horte est élevé au grade de capitaine au sein des Forces françaises libres.
- 20 : 
  - Jean Latscha est nommé préfet du département en remplacement de Paul Balley, destitué.
  - Théo Duret, journaliste à Midi-Soir et à L'Indépendant est arrêté pour collaboration. En 1945, après une première condamnation cassée, il sera condamné à cinq ans d'indignité nationale et mourra en 1947.
  - A Salses, 5 membres du FFI  Gaston et Justin Clos, Pierre Péjoan, Victor Sanchez et Albert Sicart, tentent d'empêcher les troupes allemandes se repliant depuis Port-Vendres, d'entrer dans le village. Victor Sanchez, Gaston Clos et Pierre Péjoan mourront sous les tirs des mitrailleuses. Une stèle commémorative est dressée sur le lieu du drame, route départementale 11.
- 21 : nouvelle réunion du CDL :
  - la nomination de Jean Latscha comme préfet la veille est contestée.
  - le CDL dissout le conseil municipal de Collioure.
- 24 : l'Imprimerie du Midi et le journal L'Indépendant sont mis sous séquestre.
- 27, à Perpignan : grande manifestation nommée « défilé de la Victoire ».
- 28 : l'Imprimerie du Midi et L'Indépendant sont réquisitionnés.
- 30 : création du Syndicat unique de l'enseignement des Pyrénées-Orientales, par Jean Beaussier et d'autres enseignants.
- (?) : fin du mois, André Despéramons, journaliste pétainiste du Roussillon âgé de 83 ans, est arrêté. Il sera relâché en août 1945.

### Septembre
- 2 : création du 1er Bataillon du Roussillon, formé des cinq compagnies départementales des FFI sous le commandement de Joseph Balouet.
- 6 : le conseil municipal de Perpignan décide de donner le nom de Gilbert Brutus à un stade du quartier du Vernet[3].
- 14 : le curé de Tautavel est condamné à mort par le tribunal d'épuration pour avoir dénoncé des résistants aux forces d'occupation. Il est exécuté le lendemain[5].
- 15 : André Cutzach, ancien chef démissionnaire de la Milice des Pyrénées-Orientales, est condamné aux travaux forcés à perpétuité (peine révisée en janvier 1945).
- 17 : l'ex-préfet Balley quitte le département[1].
- (?) l'ancien maire de Port-Vendres, Marius Demonte qui avait démissionné en 1941, est replacé à son poste par le général De Gaulle.
- (?) à la fin du mois, le rugby à XIII, interdit par Vichy et dont le département est une terre de prédilection en France, reprend ses activités. De nombreux joueurs champions de France à XV avec l'USAP passeront à XIII.

### Décembre
- ? : à Perpignan, création d'un centre d'apprentissage (qui deviendra lycée professionnel) portant le nom du résistant Charles Blanc.
- 17 : à Perpignan, en centre ville, inauguration de la place au nom de l'homme politique communiste Gabriel Péri, exécuté comme otage par les Allemands en 1941, en présence d'André Tourné, Joseph Balouet, Georges Delcamp, Dominique Parsuire, Dominique Cayrol et nombreux officiers des Forces françaises de l'intérieur originaires du département.

## Naissances
- 9 avril, à Rivesaltes : André Bascou, futur député (1993-1997)

## Décès
- 15 janvier, à Perpignan : Armand Praviel (né à L'Isle-Jourdain, Gers, le 13 octobre 1875), poète, journaliste, critique littéraire, comédien et romancier.
- 7 mars, à Perpignan : Gilbert Brutus (né en 1887 à Port-Vendres), rugbyman et résistant, capturé et torturé par l'occupant, il meurt en détention[3].
- 6 mai, à Perpignan : Henri Boutet (né en 1865 à Alger), commerçant, ancien juge au tribunal de commerce et président de la Chambre de commerce de Perpignan.
- 21 juillet, à Perpignan : Prosper Auriol fils (né en 1861), banquier et pyrénéiste.
- 27 juillet, à Marquixanes : Roger Roquefort, jeune résistant, blessé lors d'une opérationt puis achevé par Denis Walter, chef de la Gestapo de Prades[1]
- 2 août, à Valmanya : Julien Panchot (né en 1901 à Canohès), résistant, torturé et assassiné par les Allemands.
- 27 septembre, à Banyuls-sur-Mer : Aristide Maillol, (né en 1861 à Banyuls-sur-Mer) sculpteur.
- 23 novembre, à Perpignan : Nessim Eskenazi (né en 1913 à Constantinople), opérateur de cinéma juif turc, puis français et apatride, devenu collaborateur. Il a mené les Allemands à Valmanya pour débusquer les maquisards de Julien Panchot. Condamné à mort et exécuté par les services d'« épuration ».